# Mistrzostwa Świata w Lekkoatletyce 1987 – bieg na 400 m przez płotki kobiet

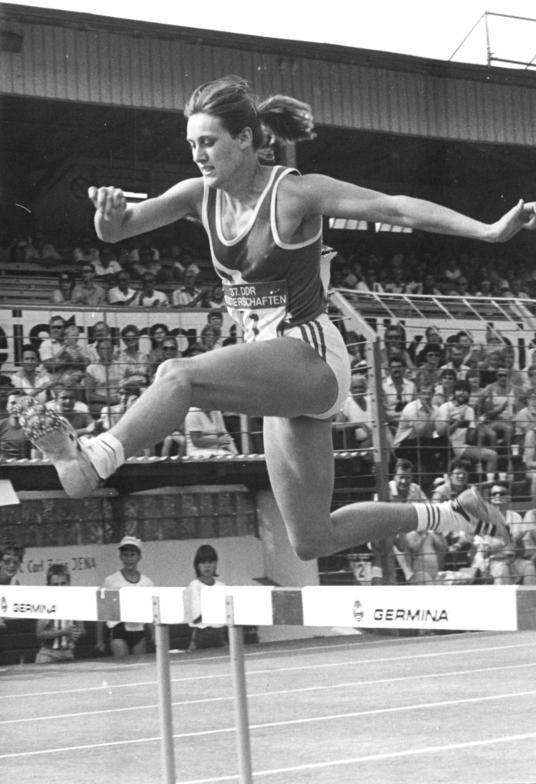
Mistrzyni świata Sabine Busch

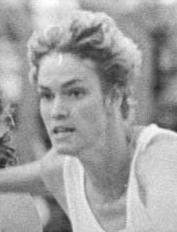
Brązowa medalistka Cornelia Ullrich

Bieg na 400 metrów przez płotki kobiet – jedna z konkurencji biegowych rozgrywanych podczas lekkoatletycznych mistrzostw świata w 1987 na Stadionie Olimpijskim w Rzymie.
Zwyciężczynią została Sabine Busch z Niemieckiej Republiki Demokratycznej. Tytułu zdobytego na poprzednich mistrzostwach nie broniła Jekatierina Fiesienko ze Związku Radzieckiego.

## Terminarz
| Data        |            |
| ----------- | ---------- |
| 31 sierpnia | Eliminacje |
| 1 września  | Półfinały  |
| 3 września  | Finał      |

## Rekordy
|                          | Zawodniczka           | Wynik | Miejsce  | Data                  |
| ------------------------ | --------------------- | ----- | -------- | --------------------- |
| Rekord świata            | Marina Stiepanowa     | 52,94 | Taszkent | 17 września 1986(dts) |
| Rekord mistrzostw świata | Jekatierina Fiesienko | 54,14 | Helsinki | 10 sierpnia 1983(dts) |

## Wyniki

### Eliminacje
Rozegrano 5 biegów eliminacyjnych. Z każdego biegu dwie najlepsze zawodniczki automatycznie awansowały do półfinałów (Q). Skład półfinalistek uzupełniło sześć najszybszych płotkarek spoza pierwszej dwójki ze wszystkich biegów eliminacyjnych (q).

#### Bieg 1
| Poz. | Imię i nazwisko     | Narodowość | Wynik   | Uwagi |
| ---- | ------------------- | ---------- | ------- | ----- |
| 1    | Sabine Busch        | NRD        | 55,51   | Q     |
| 2    | Ana Ambrazienė      | ZSRR       | 56,50   | Q     |
| 3    | Nawal El Moutawakel | Maroko     | 57,21   |       |
| 4    | Jenny Laurendet     | Australia  | 57,41   |       |
| 5    | Barbara Johnson     | Irlandia   | 58,72   |       |
| 6    | Tania Fernández     | Kuba       | 58,78   |       |
| 7    | Mariam Zewde        | Etiopia    | 1:00,57 |       |

#### Bieg 2
| Poz. | Imię i nazwisko      | Narodowość        | Wynik | Uwagi |
| ---- | -------------------- | ----------------- | ----- | ----- |
| 1    | LaTanya Sheffield    | Stany Zjednoczone | 55,93 | Q     |
| 2    | Debbie Flintoff-King | Australia         | 56,31 | Q     |
| 3    | Christina Wennberg   | Szwecja           | 56,91 | q     |
| 4    | Irmgard Trojer       | Włochy            | 57,09 | q     |
| 5    | Hélène Huart         | Francja           | 57,13 |       |
| 6    | Maria João Lopes     | Portugalia        | 58,86 |       |
| 7    | Semra Aksu           | Turcja            | 59,13 |       |

#### Bieg 3
| Poz. | Imię i nazwisko         | Narodowość               | Wynik | Uwagi |
| ---- | ----------------------- | ------------------------ | ----- | ----- |
| 1    | Judi Brown-King         | Stany Zjednoczone        | 55,35 | Q     |
| 2    | Tuija Helander-Kuusisto | Finlandia                | 55,42 | Q     |
| 3    | P. T. Usha              | Indie                    | 55,73 | q     |
| 4    | Maria Usifo             | Nigeria                  | 56,13 | q     |
| 5    | Helga Halldórsdóttir    | Islandia                 | 57,82 |       |
| 6    | Marie Womplou           | Wybrzeże Kości Słoniowej | 58,46 |       |
| 7    | Gerda Haas              | Austria                  | 58,65 |       |

#### Bieg 4
| Poz. | Imię i nazwisko       | Narodowość        | Wynik | Uwagi |
| ---- | --------------------- | ----------------- | ----- | ----- |
| 1    | Margarita Chromowa    | ZSRR              | 55,21 | Q     |
| 2    | Schowonda Williams    | Stany Zjednoczone | 55,53 | Q     |
| 3    | Gudrun Abt            | RFN               | 55,83 | q     |
| 4    | Liliana Chalá         | Ekwador           | 58,39 |       |
| 5    | Gwen Wall             | Kanada            | 58,66 |       |
| 6    | Maria do Carmo Fialho | Brazylia          | 58,93 |       |
| –    | Genowefa Błaszak      | Polska            | DQ    |       |

#### Bieg 5
| Poz. | Imię i nazwisko  | Narodowość   | Wynik | Uwagi |
| ---- | ---------------- | ------------ | ----- | ----- |
| 1    | Cornelia Ullrich | NRD          | 56,75 | Q     |
| 2    | Sandra Farmer    | Jamajka      | 56,76 | Q     |
| 3    | Rose Tata-Muya   | Kenia        | 57,11 | q     |
| 4    | Cristina Pérez   | Hiszpania    | 57,23 |       |
| 5    | Erika Szopori    | Węgry        | 58,09 |       |
| 6    | Sally Flemming   | Australia    | 58,89 |       |
| –    | Fatimata Podie   | Burkina Faso | DQ    |       |

### Półfinały
Rozegrano 2 biegi półfinałowe. Z każdego biegu 4 najlepsze zawodniczki awansowały do finału (Q).

#### Bieg 1
| Poz. | Imię i nazwisko         | Narodowość        | Wynik | Uwagi |
| ---- | ----------------------- | ----------------- | ----- | ----- |
| 1    | Sabine Busch            | NRD               | 54,41 | Q     |
| 2    | Sandra Farmer           | Jamajka           | 54,68 | Q     |
| 3    | Tuija Helander-Kuusisto | Finlandia         | 54,76 | Q,    |
| 4    | Schowonda Williams      | Stany Zjednoczone | 54,82 | Q     |
| 5    | Margarita Chromowa      | ZSRR              | 54,86 |       |
| 6    | LaTanya Sheffield       | Stany Zjednoczone | 56,65 |       |
| 7    | Rose Tata-Muya          | Kenia             | 57,65 |       |
| –    | Maria Usifo             | Nigeria           | DNS   |       |

#### Bieg 2
| Poz. | Imię i nazwisko      | Narodowość        | Wynik | Uwagi |
| ---- | -------------------- | ----------------- | ----- | ----- |
| 1    | Cornelia Ullrich     | NRD               | 54,72 | Q     |
| 2    | Debbie Flintoff-King | Australia         | 55,08 | Q     |
| 3    | Ana Ambrazienė       | ZSRR              | 55,47 | Q     |
| 4    | Judi Brown-King      | Stany Zjednoczone | 55,55 | Q     |
| 5    | Gudrun Abt           | RFN               | 55,59 |       |
| 6    | P. T. Usha           | Indie             | 55,89 |       |
| 7    | Christina Wennberg   | Szwecja           | 56,56 |       |
| 8    | Irmgard Trojer       | Włochy            | 57,86 |       |

### Finał
| Poz. | Imię i nazwisko         | Narodowość        | Wynik | Uwagi |
| ---- | ----------------------- | ----------------- | ----- | ----- |
| 1    | Sabine Busch            | NRD               | 53,62 | CR    |
| 2    | Debbie Flintoff-King    | Australia         | 54,19 |       |
| 3    | Cornelia Ullrich        | NRD               | 54,31 |       |
| 4    | Sandra Farmer           | Jamajka           | 54,38 | [ 3 ] |
| 5    | Tuija Helander-Kuusisto | Finlandia         | 54,62 | [ 2 ] |
| 6    | Ana Ambrazienė          | ZSRR              | 55,68 |       |
| 7    | Schowonda Williams      | Stany Zjednoczone | 55,86 |       |
| 8    | Judi Brown-King         | Stany Zjednoczone | 56,10 |       |